# Algeriets håndboldforbund
Algeriets håndboldforbund (arabisk: الاتحادية الجزائرية لكرة اليد, fransk: Fédération Algérienne de handball forkortet FAHB) er det styrende organ for håndbold i Algeriet. Forbundet blev grundlagt i 1962, og har været medlem af IHF siden 1964. De er også medlem af African Handball Federation. Samtidig bestyrer de også landsholdet.

## Præsidenter
| - 1963-1965 - Amar Benbelkacem - 1965-1966 - Mohamed Boubekeur - 1967-1968 - Amar Benbelkacem - 1968-1972 - Salah Brahimi - 1972-1975 - Ali Amoura - 1976-1977 - Allaoua Daksi - 1977-1980 - Said Bouamra - 1980-1982 - Mouloud Bendjellit | - 1982-1985 - Said Bouamra - 1985-1986 - Brahim Amrat - 1986-1989 - Abderahmane Bouzidi - 1989-1997 - Said Bouamra - 1997-1998 - Noureddine Allal - 1998-2001 - Mohamed Tahmi - 2001-2006 Dahmane Rahmouni - 2006-2008: Allaoua Daksi - 2008-2012: Ait Mouloud Djaffer - -2012: Said Bouamra |